# San Lorenzo in Collina
San Lorenzo in Collina (San Luränz in Culéṅna in dialetto bolognese) è una delle 14 comunità che costituiscono il comune di Monte San Pietro della città metropolitana di Bologna in Emilia-Romagna. 
Si tratta della frazione più antica, dove sorse una chiesa plebana il cui dominio si estendeva dal torrente Samoggia al Lavino, dalla montagna ad oltre la via Emilia.

## Storia

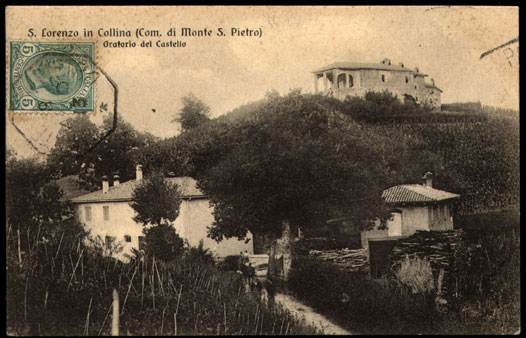
L'antico oratorio del castello di Capramozza prima del terremoto del 1929

Il territorio fu abitato durante il Paleolitico (punte lanceolate rinvenute a Pradalbino e in età romana vi si trovava un abitato rurale, il vicus Colina (oggi abitato di "Vigo"). Lo stesso nome San Lorenzo in Collina deriva dall'indicare la località come San Lorenzo del Vico Colina e non San Lorenzo "sui colli" come si pensa abitualmente.

## Pieve di San Lorenzo in Collina
Tra il IV e il VI sec. d. C. sulla sommità dell'altura che sormontava l'abitato sorse la plebs Sanctj Laurentij in Colina (pieve di San Lorenzo in Collina). Grazie ad un prezioso elenco dell'anno 1300 delle chiese della diocesi di Bologna, il più antico esistente, rinvenuto presso gli archivi vaticani, si apprende che a questa data appartenevano ancora al suo plebanato 17 chiese. In un altro elenco del 1366 le chiese assoggettate sono 20.
Nel XV secolo venne meno il sistema delle pievi e San Lorenzo decadde: nel 1474 papa Sisto IV ne concesse il giuspatronato ai conti Grassi a patto che ripristinassero la chiesa e la canonica a rischio di crollare. A questa fase risale l'aspetto attuale della chiesa, con facciata a capanna, rosone e chiostro rinascimentale. La chiesa era stata affrescata con dipinti di raffiguranti la Vita di san Lorenzo che furono tuttavia cancellati nel 1780 durante un ammodernamento dell'interno dell'edificio al gusto barocco.

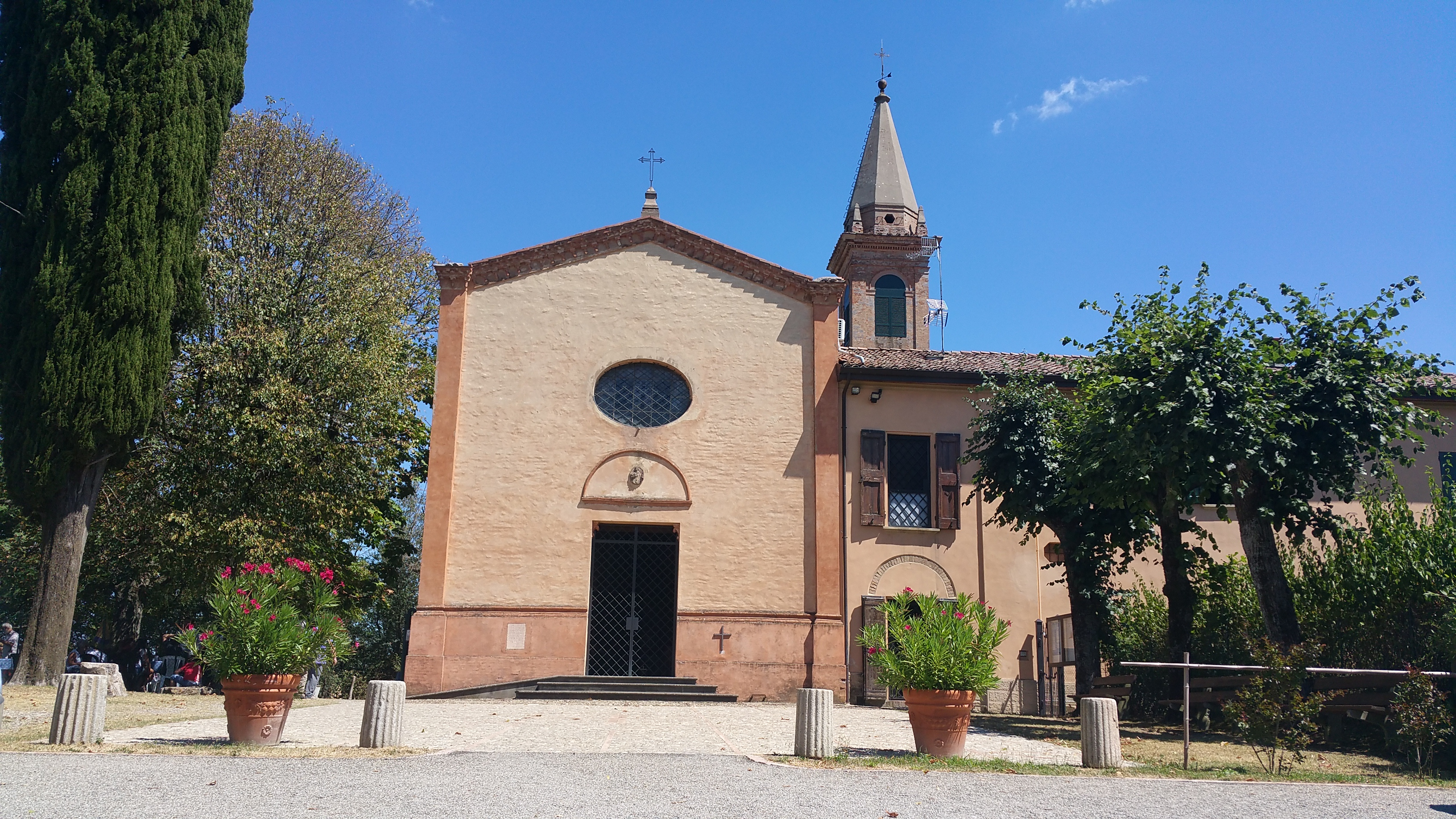
Nel 1474 l'antica pieve medioevale rischiava la rovina, la chiesa fu estraniata dall'ordinario e fu affidata, da papa Sisto IV, ai conti Grassi a patto che la ricostruissero spendendo almeno 500 scudi. Esternamente l'ammiriamo ancora nelle sue forme rinascimentali del 1480.

## Castello di Vezzano
Di antichissima origine sorgeva sulla sommità del monte più alto (monte Avezzano, 419 m.s.l.m.) era di schieramento ghibellino, fedele all'imperatore. Nel 1175 venne assediato e incendiato dal comune di Bologna, i suoi abitanti fatti prigionieri e dalle sue rovine il castello non risorse mai più.

## Castello di Capramozza
Il castello sorse nel XII secolo sull'omonimo colle. Apparteneva alla nobile famiglia Galluzzi o Galluzzo di Capramozza (nei testi di archivio in latino compaiono come Gallutius). Venne distrutto e ricostruito più volte e lo si trova ripetutamente citato nelle cronache bolognesi fino al XVI secolo quando fu definitivamente demolito. 
L'oratorio del castello, fondato nel 1159, sopravvisse fino al XIX secolo ma fu distrutto dal terremoto di Bologna del 1929. Poi ricostruito nel 1952 nelle sue forme attuali. Nella chiesa del Castello di Capramozza si trovava una statua lignea duecentesca della Madonna in legno d'ulivo unico esempio di scultura lignea duecentesca del contado bolognese.

## Scoperte paleontologiche
Il territorio si sviluppa in gran parte sopra una formazione geologica pliocenica costituita da terre emerse 3 milioni di anni fa e ricche di conchiglie fossili. Nel 1861 il geologo e paleontologo Giovanni Capellini ritrovò, nei calanchi sotto la chiesa plebana, i resti di una balenottera fossile che costituisce il più importante ritrovamento paleontologico del bolognese.

## Eventi
- Secondo fine settimana di settembre: festa della Madonna del Castello. La festa documentata fin dal XVIII secolo vuole la discesa, in solenne processione, della statua della madonna dal castello alla chiesa plebana ove rimane tre giorni. Oggi alla festa religiosa si affianca la sagra paesana.